# AEGEE
Association des Etats Généraux des Etudiants de l'Europe - AEGEE, (in italiano Associazione degli Stati generali degli Studenti dell'Europa), meglio conosciuta come "Forum degli Studenti Europei" in italiano, è una delle più grandi associazioni studentesche interdisciplinari d'Europa. L'acronimo vuole richiamare il Mar Egeo, come spazio geografico che vide nascere la democrazia greca, mentre il nome contiene un riferimento alla prima assemblea parlamentare costituita all'inizio della Rivoluzione francese, gli "États Généraux" (Stati Generali).

## Descrizione
L'associazione fu fondata a Parigi nel 1985 e attualmente (dati aggiornati al 2015) conta 13.000 membri in più di 200 città universitarie di 40 paesi di tutta Europa.
AEGEE promuove l'unità europea, la cooperazione internazionale, l'intercomunicazione e l'integrazione in ambiente accademico. Non è collegata ad alcun partito politico, ad alcuna confessione religiosa e non ha scopo di lucro. La sua struttura non prevede un livello nazionale, le antenne locali sono collegate direttamente al livello europeo.
AEGEE è un'organizzazione non governativa riconosciuta dall'Unione europea con il ruolo di osservatore permanente presso il Consiglio d'Europa.
La maggior parte degli eventi AEGEE è aperta ai non membri, tuttavia questo tende a essere poco pubblicizzato, tranne che per gli studenti locali. È infatti abbastanza comune che tutti i partecipanti provengano dalla città ospitante o da altre antenne AEGEE. Alcune attività, in particolare gli eventi statutari Agora e EPM (European Planning Meeting) e il progetto della Summer University, sono esplicitamente limitate ai membri di AEGEE i quali devono essere approvati dal consiglio dell'antenna locale.

## Storia

### Gli anni ottanta

Il secondo logo di AEGEE (dal 1988 al 1990), il primo con la dicitura completa

L'associazione, che in origine aveva nome EGEE, nasce il 16 aprile 1985 al primo evento EGEE I a Parigi con un'assemblea di studenti di Leida, Londra, Madrid, Milano, Monaco e Parigi, organizzata dal fondatore Franck Biancheri.
Nell'ottobre 1986 si formano tre gruppi di lavoro di EGEE: Sponsoring, Traineeships (Formazione), e Language Study (Studi linguistici). All'inizio dell'anno accademico EGEE-Europe conta 26 sedi e 6000 membri.
Nel novembre 1986 ad Heidelberg si tiene una conferenza sulle relazioni tra Estremo Oriente ed Europa. A Tolosa c'è il 'First European Space Weekend'.
Nel dicembre 1986 si tiene a Parigi una conferenza sull'industria farmaceutica in Europa e a Monaco una conferenza sul sistema monetario europeo.
Nel 1987 EGEE persuade il presidente francese François Mitterrand di sostenere il finanziamento per il programma Erasmus, un programma di scambio studentesco finanziato dalla Commissione europea. L'approvazione del programma Erasmus è considerato come il risultato della collaborazione fra la EGEE e Domenico Lenarduzzi, Direttore della Pubblica Istruzione del Commissione europea, come lui stesso ha confermato in una intervista.[6]
Nel 1988 l'associazione cambia nome da EGEE ad AEGEE, a causa di un conflitto con una società francese omonima.
Nel 1989 cade il Muro di Berlino; nell'Agorà (così viene chiamata l'assemblea generale) di Salerno si decide di "aprire all'Est". AEGEE è una delle prime organizzazioni europee ad espandersi oltre la Cortina di Ferro nell'Europa orientale.

### Gli anni novanta

Logo introdotto nel 1990

Nel 1990 il nuovo logo di AEGEE: "la tua chiave per l'Europa".
Nel maggio 1990 viene fondato a Parigi il gruppo Les Anciens d'AEGEE durante il sesto meeting EGEE.
Nel 1993 AEGEE diventa una ONG ufficialmente riconosciuta dal Consiglio d'Europa.
Nel 1995 l'ufficio centrale dell'organizzazione si trasferisce a Bruxelles. Ankara, insieme ad altre città turche, è accolta nel network.
Nel 1998 AEGEE organizza la prima visita a Cipro; AEGEE-Magusa (Famagosta) si unirà all'associazione nel 2001. Nel PM di Cagliari e successivamente nell'Agorà di Amburgo si pongono le basi per una collaborazione tra le due parti dell'isola di Cipro.
Nell'aprile 1999 viene fondata AEGEE-Academy all'Agorà di Barcellona, preparata dalla European School di Gießen. Questo Human Resources Working Group (Gruppo di lavoro Risorse Umane) sottolinea la vocazione di AEGEE per gli eventi riguardanti la formazione.

### Gli anni duemila
Nel 2000 parte 'Education for Democracy': il nuovo programma di borse di studio che consente agli studenti del Kosovo, distrutto dalla guerra, di studiare all'estero. Nello stesso anno, membri di AEGEE-Belgrado sono in prima fila quando in autunno cade la dittatura di Slobodan Milošević.
Nel 2001 e 2002 AEGEE organizza diversi progetti riguardanti la pace e la stabilità nel Europa sud-orientale e nella regione del Mediterraneo.
Nel 2003 il primo viaggio di studio di AEGEE nel Caucaso. AEGEE-Europe organizza la prima conferenza internazionale studentesca nella zona neutra di Cipro.
Nel 2007 AEGEE organizza la simulazione 'Model European Union' negli edifici del Parlamento Europeo a Strasburgo. Visto l'impatto che sta avendo il Processo di Bologna sulla vita degli studenti, il mandato Del Comitato Direttivo è stato cambiato da Primavera-Autunno e Autunno-Primavera ad un anno accademico, dal 1º settembre al 31 agosto, con un periodo di transizione ad agosto; ciò a partire da agosto 2008.
Nel 2008 AEGEE-Eindhoven lancia AEGEE-travelwiki e viene avviato Y Vote 2009 - European Youth Choice per incoraggiare il voto dei giovani.
Nel 2009 AEGEE vince il Concorso per il Premio europeo Carlo Magno della gioventù per il suo progetto "YOUrope Needs You!"

### Gli anni duemiladieci
Nel 2010 AEGEE organizza la Conferenza delle Nazioni Unite sugli Obiettivi di Sviluppo del Millennio (The UN Millennium Development Goals Conference) nell'ambito del progetto "Oltre le prospettive europee per il mondo di domani" (Beyond Europe Perspectives for Tomorrow's World), con viaggi di casi-studio in India e Sudafrica.
A partire dal 2010 AEGEE è partner di BEST (Board of European Students of Technology).
Nel 2011 AEGEE inizia il Progetto di Partenariato Orientale (Eastern Partnership Project) per dare una voce dei giovani e rafforzare la società civile dei paesi vicini più ampi.
Nel 2012 all'Agorà primaverile di Enschede, viene richiesta dai membri del Comité Directeur un voto di fiducia contro il Presidente di AEGEE-Europa a causa di complessi problemi interni del CD stesso. In seguito, un membro di AEGEE-Colonia ha chiesto l'estensione del voto di fiducia è a tutti i membri del CD. L'Agorà non ha dato il voto di fiducia al Presidente di AEGEE-Europe e al Tesoriere, cosicché il Vice Presidente di AEGEE-Europe si è candidato ed è stato eletto a nuovo presidente. Il Tesoriere precedente si è ricandidato ed è stato rieletto. Questo voto di fiducia ha fatto sì che l'Agorà di primavera di Enschede fosse una delle Agorà più tese di tutti i tempi.
Nel 2013 AEGEE lancia la nuova Visual Identity con il nuovo logo a cui tutte le sedi locali si adatteranno. AEGEE vince il primo premio per lo European Charlemagne Youth Prize per il progetto Europe on Track.
Nel 2016 per la prima volta viene ospitata l'Agora generale in un paese extracomunitario, la Moldavia.
Nel 2018 viene festeggiato il 30º anno dalla prima Summer University del 1988.

## Organizzazione

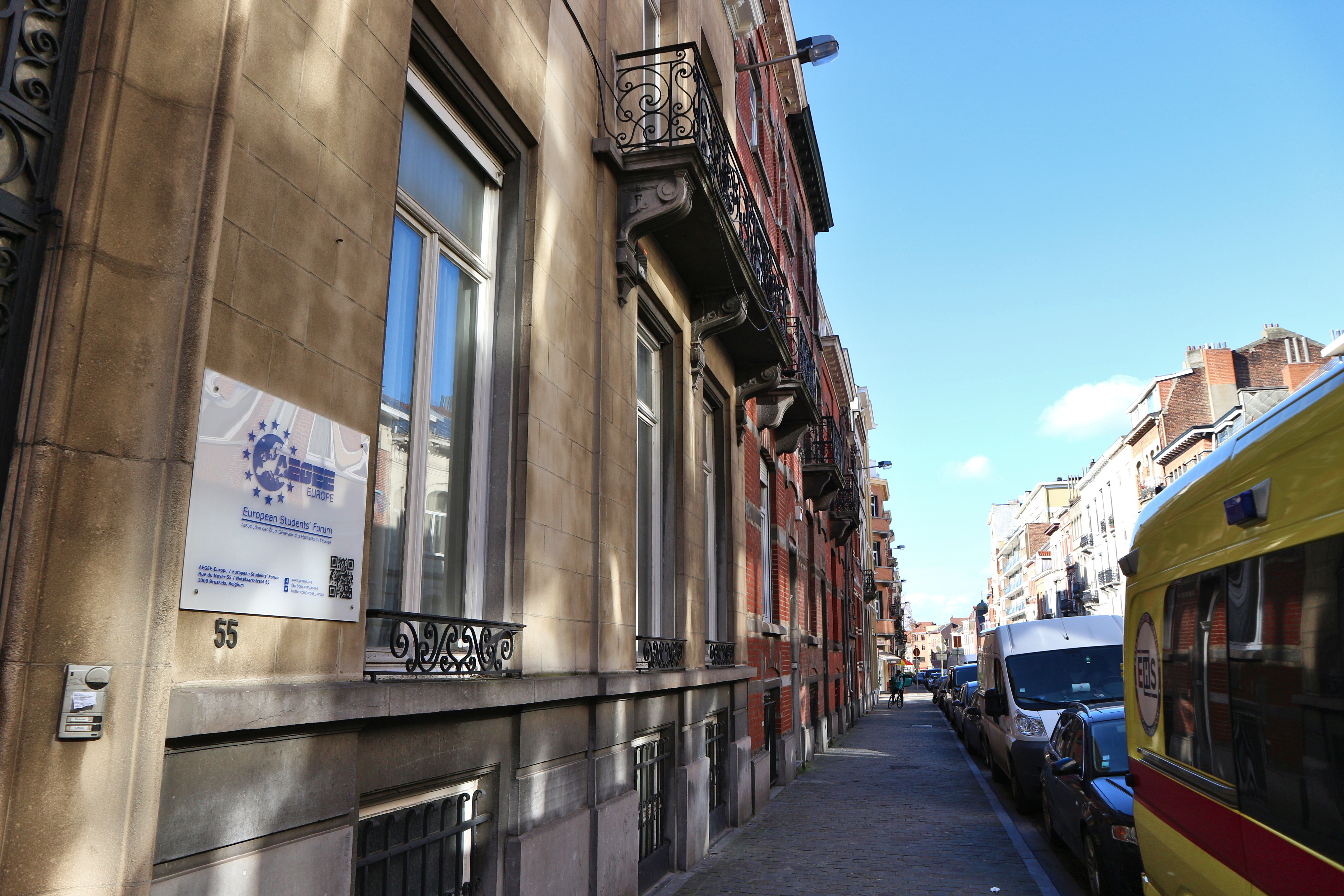
La sede a Bruxelles

L'associazione è composta secondo una struttura organizzativa a due soli livelli.
A livello locale c'è l'Antenna, le cui attività sono gestite e coordinate da un board direttivo costituito da un minimo di 3 persone (presidente, tesoriere e segretario) ad un massimo di 12 persone. Le Antennae espletano le loro attività a livello cittadino e molto spesso si appoggiano ad una struttura universitaria, considerato anche il fatto che la maggior parte dei membri di AEGEE sono studenti universitari.
A livello europeo c'è il Comitato Direttivo (Comitè Directeur), con sede a Bruxelles. Esso coordina le attività delle varie sedi locali, gestisce le problematiche comuni e rappresenta l'associazione nelle istituzioni sovranazionali. È composto di 6 membri che vengono eletti annualmente in occasione delle assemblee generali dell'associazione (Agorà).
Attualmente la struttura organizzativa di AEGEE non consta di un livello nazionale, in coerenza con i valori di "Europa senza confini" alla base dell'associazione.

### Presidenti di AEGEE
| Nome                       | Antenna         | Periodo                        |
| -------------------------- | --------------- | ------------------------------ |
| Franck Biancheri           | Parigi          | aprile 1985 - aprile 1988      |
| Vieri Bracco               | Milano          | aprile 1988 - novembre 1988    |
| Frédéric Pélard            | Tolosa          | novembre 1988 - novembre 1989  |
| Adolfo Domínguez           | Madrid          | novembre 1989 - maggio 1990    |
| Achim Boers                | Delft           | maggio 1990 - novembre 1990    |
| Georg von der Gablentz     | Berlino         | novembre 1990 - aprile 1992    |
| Jeroen Hoogerwerf          | Amsterdam       | aprile 1992 - aprile 1993      |
| Pavel Miladinovic          | Praga           | aprile 1993 - novembre 1993    |
| Zsuzsa Kigyós              | Budapest        | novembre 1993 - aprile 1994    |
| Dorian Selz                | Ginevra         | aprile 1994 - novembre 1994    |
| Christina Thorsson         | Lund            | novembre 1994 - aprile 1995    |
| Egens van Iterson Scholten | Enschede        | aprile 1995 - novembre 1995    |
| Christoph Strohm           | Colonia         | novembre 1995 - aprile 1996    |
| Jordi Capdevila            | Barcellona      | aprile 1996 - novembre 1996    |
| Gerhard Kress              | Magonza         | novembre 1996 - aprile 1997    |
| Peter Ginser               | Karlsruhe       | aprile 1997 - novembre 1997    |
| Sergio Caredda             | Gorizia         | novembre 1997 - aprile 1998    |
| Hélène Berard              | Aix-en-Provence | aprile 1998 - ottobre 1998     |
| Stefan Seidel              | Augusta         | ottobre 1998 - aprile 1999     |
| László Fésüs               | Seghedino       | aprile 1999 - novembre 1999    |
| Faní Zarifopoúlou          | Atene           | novembre 1999 - maggio 2000    |
| Oana Mailatescu            | Cluj-Napoca     | maggio 2000 - novembre 2000    |
| Karina Häuslmeier          | Passavia        | novembre 2000 - novembre 2001  |
| Pedro Panizo               | Valladolid      | novembre 2001 – maggio 2002    |
| Tomek Helbin               | Varsavia        | maggio 2002 – novembre 2002    |
| Mark de Beer               | Enschede        | novembre 2002 – maggio 2003    |
| Diana Filip                | Cluj-Napoca     | maggio 2003 – ottobre 2003     |
| Adrian Pintilie            | Bucarest        | ottobre 2003 – aprile 2004     |
| Nicola Rega                | Torino          | aprile 2004 – novembre 2004    |
| Silvia Baita               | Cagliari        | novembre 2004 - maggio 2005    |
| Burcu Becermen             | Ankara          | maggio 2005 - novembre 2005    |
| Leon Bakraceski            | Skopje          | novembre 2005 - maggio 2006    |
| Alistair De Gaetano        | La Valletta     | maggio 2006 - novembre 2006    |
| Theijs van Welij           | Utrecht         | novembre 2006 - dicembre 2007  |
| Laure Onidi                | Colonia         | dicembre 2007 - settembre 2008 |
| Dragan Stojanovski         | Niš             | settembre 2008 - agosto 2009   |
| Agata Patecka              | Poznań          | settembre 2009 - agosto 2010   |
| Manos Valasis              | Il Pireo        | settembre 2010 – agosto 2011   |
| Alfredo Sellitti           | Salerno         | settembre 2011 – maggio 2012   |
| Marko Grdosić              | Zagabria        | maggio 2012 - agosto 2012      |
| Luis Alvarado Martínez     | Las Palmas      | settembre 2012 - agosto 2014   |
| Paul L. Smits              | Enschede        | settembre 2014 - agosto 2015   |
| Aleksandra Kluczka         | Cracovia        | settembre 2015 - agosto 2016   |
| Réka Salamon               | Debrecen        | settembre 2016 - luglio 2017   |
| Loes Rutten                | Utrecht         | agosto 2017 - luglio 2018      |
| Spyros Papadatos           | Giannina        | agosto 2018 - aprile 2019      |
| Evrim Emiroglu             | Eskişehir       | aprile 2019 - luglio 2019      |
| Daniël Amesz               | Leida           | agosto 2019 - luglio 2020      |
| Diederik de Wit            | Eindhoven       | agosto 2020 - agosto 2021      |
| Teddy van Amelsvoort       | Eindhoven       | agosto 2021 - luglio 2022      |
| Filip Brunclík             | Praga           | agosto 2022 - maggio 2023      |
| Augustin Viot              | Parigi          | maggio 2023 - luglio 2023      |
| Kirsten Broekema           | Groninga        | agosto 2023 - luglio 2024      |
| Leon Vreling               | Eindhoven       | agosto 2024 - in carica        |

## Attività
AEGEE organizza un grande numero di progetti, la maggior parte dei quali riguardante i quattro principali campi d'interesse: Cittadinanza Attiva, Educazione Superiore, Pace e Stabilità, Scambio Culturale.

### Cittadinanza attiva
AEGEE è un'organizzazione indipendente apartitica, che collabora strettamente con governi, istituzioni e altre ONG per realizzare i suoi obiettivi per l'Europa. AEGEE cerca di dare voce in politica ai suoi membri ad ogni livello, organizzando conferenze su argomenti diversi e sfruttando i risultati per azioni di lobby sulle istituzioni europee.

### Educazione superiore
AEGEE rappresenta gli studenti che hanno a cuore la dimensione europea dell'educazione superiore. Oltre a favorire la mobilità degli studenti, AEGEE incoraggia l'apprendimento delle lingue, promuove la cooperazione internazionale nel mondo accademico e lavora per l'ulteriore sviluppo dei programmi europei di educazione.

### Pace e stabilità
Incoraggiando gli ideali democratici, la tolleranza e la comprensione reciproca tra giovani appartenenti a comunità in conflitto, AEGEE contribuisce alla risoluzione di conflitti nei Balcani, in Caucaso, a Cipro e in Grecia e in Turchia. AEGEE organizza inoltre conferenze e seminari su argomenti di politica internazionale.

### Scambio culturale
Formare al rispetto e alla stima tra i popoli di culture diverse è il nucleo dell'opera di AEGEE. Per l'associazione questo è il cuore dell'integrazione europea, essendo convinta che l'integrazione non può essere un processo che viene dall'alto ma si deve basare sull'amicizia tra i popoli europei. I gruppi di AEGEE organizzano ogni anno un numero considerevole di eventi riguardanti lo scambio culturale.

## Summer Universities
Il progetto Summer Universities è il più grande e longevo progetto di AEGEE, e l'associazione tutta vi investe una dose considerevole di risorse. Una Summer University è uno scambio culturale che si svolge nelle varie sedi locali, per un determinato numero di AEGEEans (così vengono chiamati i membri all'interno dell'associazione) provenienti da tutta Europa. Ciascuna Summer University è organizzata dai membri dell'Antenna in cui si svolge l'evento. Questo tipo di eventi estivi, organizzati in tutta Europa, si caratterizzano in primis per una forte valenza culturale, durano dai 10 a 20 giorni e richiedono il pagamento di una quota molto accessibile, identica in tutta Europa (dai 10 ai 14 euro al giorno, viaggio escluso). Ogni Summer University sviluppa una tematica inerente ai valori propri dell'associazione quali possono essere l'ambiente, l'integrazione, la storia, lo sport, la cittadinanza attiva, etc...

## Antenne italiane
AEGEE in Italia conta 20 "antenne" ovvero comitati locali.
- AEGEE-Bergamo, su aegeebergamo.eu.
- AEGEE-Brescia, su instagram.com.
- AEGEE-Bologna, su facebook.com.
- AEGEE-Cagliari, su aegeecagliari.com.
- AEGEE-Catania, su aegee-catania.org.
- AEGEE-Firenze, su aegeefirenze.it.
- AEGEE-Genova, su aegeegenova.org. URL consultato il 29 febbraio 2020 (archiviato dall'url originale il 25 gennaio 2019).
- AEGEE-Messina, su aegeemessina.wordpress.com.
- AEGEE-Napoli, su aegee-napoli.org. URL consultato il 5 settembre 2011 (archiviato dall'url originale il 7 settembre 2011).
- AEGEE-Padova, su aegeepadova.org. URL consultato il 24 febbraio 2022 (archiviato dall'url originale il 14 giugno 2021).
- AEGEE-Palermo, su aegeepalermo.org. URL consultato il 29 giugno 2019 (archiviato dall'url originale il 15 agosto 2014).

- AEGEE-Pescara, su sites.google.com.
- AEGEE-Pisa, su aegeepisa.it.
- AEGEE-Roma, su aegeeroma.it. URL consultato il 29 marzo 2020 (archiviato dall'url originale il 25 gennaio 2019).
- AEGEE-Salerno, su aegeesalerno.it. URL consultato il 9 settembre 2017 (archiviato dall'url originale il 10 settembre 2017).
- AEGEE Siena, su aegeesiena.org. URL consultato il 29 giugno 2019 (archiviato dall'url originale l'8 agosto 2017).
- AEGEE-Torino, su aegeetorino.com. URL consultato il 27 novembre 2014 (archiviato dall'url originale il 4 dicembre 2014).
- AEGEE-Treviso, su aegee-treviso.eu. URL consultato il 27 aprile 2020 (archiviato dall'url originale il 5 novembre 2018).
- AEGEE-Udine, su aegee-udine.it.
- AEGEE-Verona, su aegeeverona.eu.